# Zigeunerkarten
Die Zigeunerkarten gehören zu den Wahrsagekarten. Ein Kartendeck besteht aus 36 Karten, die in 6 Sprachen (Deutsch, Englisch, Französisch, Italienisch, Kroatisch, Ungarisch) beschriftet sind. Hergestellt und vertrieben werden sie u. a. von der Firma Piatnik in Wien. Die heute erhältlichen Karten wurden um 1960 das letzte Mal leicht verändert und aktualisiert.

## Name und Geschichte
Der Begriff Zigeunerkarten oder auch Zigeuner-Wahrsagekarten kam erst gegen Ende des 19. Jahrhunderts auf, als man Wahrsagekarten in größeren Stückzahlen herstellen und vertreiben konnte. Man bediente sich hier des mystischen Rufs der „Zigeuner“ als erfahrene Wahrsager und Kartenleger, um den Verkauf etwas anzukurbeln. Auch vor der Herausgabe dieser Karten durch die Firma Piatnik in Wien um 1920 gab es schon ähnliche Wahrsage- oder Aufschlagekarten. Zum Teil wurden sie allgemein als Lenormandkarten bezeichnet, auch wenn sie mit den entsprechenden Originalen nicht viel zu tun hatten.
Die auf den Karten befindlichen Schlagworte in sechs Sprachen weisen darauf hin, dass ihr Ursprung in den Themenkreisen und Symbolen der österreichisch-ungarischen k. und k. (kaiserlichen und königlichen) Monarchie zu finden ist. Hauptzielgruppe war wohl die gehobene bürgerliche Gesellschaft – hier ganz besonders die Damenwelt. Dies lässt sich zum Beispiel daraus ersehen, dass das Thema „Geld durch Arbeit“ bei den Zigeunerkarten keine Erwähnung findet. Die Stärke des Decks liegt eindeutig in seinen vielen Gefühlskarten, die feinste Schattierungen bei der Analyse von delikaten Herzensangelegenheiten, aber auch von anderen besorgniserregenden oder erfreulichen Familien-Ereignissen ermöglichen.
Die Zigeunerkarten sind nicht zu verwechseln mit dem Russischen Zigeuner-Orakel. Dessen 25 Karten tragen rautenförmig je vier halbe Motive (im ursprünglichen Seni Horoskop-Orakel 36 Karten). Die Karten werden im Quadrat ausgelegt. Die Divination erfolgt anhand derjenigen entstehenden Paarungen, bei denen sich die Motivhälften zweier benachbarter Karten zu einem vollständigen Bild ergänzen.
Durch die Ähnlichkeit in ihren Bildern, Namen und Bedeutungen werden fälschlicherweise die Kipperkarten auch oft als Zigeunerkarten bezeichnet bzw. mit diesen verwechselt. Sie sind aber nicht identisch. Die Zigeunerkarten unterscheiden sich insbesondere dadurch von ähnlichen Decks, dass sie nicht nummeriert sind.
Heutzutage sind die Zigeunerkarten ein immer beliebteres Medium zur Zukunftsvorhersage, aber das Wissen diese Karten betreffend ist noch recht gering und es gibt nur wenig Fachliteratur.

## Die 36 Karten
Bezeichnungen der 36 Zigeuner-Karten; da diese nicht nummeriert sind, in der alphabetischen Reihenfolge ihrer deutschen Begrifflichkeit:
- Beständigkeit
- Besuch
- Botschaft
- Brief
- Dieb
- Eifersucht
- Etwas Geld
- Falschheit
- Feind
- Fröhlichkeit
- Gedanken
- Geistlicher
- Geld
- Geliebte
- Geliebter
- Geschenk
- Glück
- Haus
- Heirat
- Hoffnung
- Kind
- Krankheit
- Liebe
- Offizier
- Reise
- Richter
- Sehnsucht
- Tod
- Traurigkeit
- Treue
- Unglück
- Unverhoffte Freude
- Verdruss
- Verlust
- Witwe
- Witwer

## Legemethoden
- Keltisches Kreuz: Karten selbst, oder vom Fragenden mischen lassen und nach folgender Reihenfolge auslegen…

```
          13/12       * 1 → Thema/Jetztsituation/Fragebetreff
              11      * 2+3 → erläutern das Thema; Wodurch entstand die Situation?
        4     10      * 4 → die Gedanken; Was beschäftigt den Fragesteller?
    6 2 1 3 7  9      * 5 → das Unbewusste, tief im Inneren auch Unbekannte und Verhaftete
        5      8      * 6 → das Vergangene; Welche Einflüsse aus der Vergangenheit bestimmen die jetzige Situation?
                      * 7 → die nahe Zukunft; Was kommt als Nächstes?
                      * 8 → die Sicherheit/das Anliegen; innere Einstellung zum Problem
                      * 9 → Wirkung nach außen; Einflüsse aus dem Umfeld, so sehen es die anderen
                      * 10 → Hoffnungen/Befürchtungen/Ängste
                      * 11 → der Ausgang der Situation; Das, was der Fragende längerfristig erreichen wird
                      * 12+13 → erläutern den Ausgang der Grundproblematik
```

- Große Tafel: Karten selbst, oder vom Fragenden mischen lassen und nach folgender Reihenfolge auslegen…

```
 1  2  3  4  5  6  7  8  9        * Personenkarte suchen
10 11 12 13 14 15 16 17 18        * Karten von Personenkarte aus bis zu der Themenkarte deuten
19 20 21 22 23 24 25 26 27        * Karten von der Themenkarte aus weiterdeuten
28 29 30 31 32 33 34 35 36
```